# Liste der Mitglieder der Deutschen Akademie der Naturforscher Leopoldina/1875
Die Liste der Mitglieder der Deutschen Akademie der Naturforscher Leopoldina für 1875 enthält alle Personen, die im Jahr 1875 zum Mitglied ernannt wurden. Insgesamt gab es acht neu gewählte Mitglieder.

## Neu gewählte Mitglieder
| Nr.  | Name                                        | Geboren       | Aufnahme | Gestorben     | Fachsektion               | Bild                                        |
| ---- | ------------------------------------------- | ------------- | -------- | ------------- | ------------------------- | ------------------------------------------- |
| 2150 | Lucas Friedrich Julius Dominikus von Heyden | 22. Mai 1838  | 7. Jan.  | 13. Sep. 1915 | Zoologie und Anatomie     | Lucas Friedrich Julius Dominikus von Heyden |
| 2151 | Georg Karl Kornelius Gerland                | 29. Jan. 1833 | 31. Jan. | 16. Feb. 1919 | Ethnologie und Geographie | Georg Gerland                               |
| 2152 | Gustav Heinrich Kirchenpauer                | 2. Feb. 1808  | 7. Apr.  | 3. März 1887  | Zoologie und Anatomie     | Gustav Heinrich Kirchenpauer                |
| 2153 | Julius Bernstein                            | 18. Dez. 1839 | 13. Apr. | 6. Feb. 1917  | Physiologie               | Julius Bernstein                            |
| 2154 | Karl Wilhelm Gümbel                         | 11. Feb. 1823 | 22. Apr. | 18. Juni 1898 | Mineralogie und Geologie  | Karl Wilhelm Gümbel                         |
| 2155 | Carl Voit                                   | 31. Okt. 1831 | 9. Jun.  | 31. Jan. 1908 | Physiologie               | Carl Voit                                   |
| 2156 | Wilhelm von Wittich                         | 21. Sep. 1821 | 17. Jun. | 22. Nov. 1884 | Physiologie               |                                             |
| 2157 | George Friedrich Wilhelm Rümker             | 31. Dez. 1832 | 1. Jul.  | 3. März 1900  | Mathematik und Astronomie | George Friedrich Wilhelm Rümker             |